# Ås och Gäsene häraders domsaga
Ås och Gäsene häraders domsaga var mellan 1849 och 1920 en domsaga i Älvsborgs län som omfattade Ås och Gäsene härader. Domsagan föregick av  Ås, Gäsene och Kullings häraders domsaga.
Domsagan lydde under Göta hovrätt. 
Den 31 december 1919 upplöstes domsagan och verksamheten övergick till Borås domsaga.

## Tingslag
- Ås tingslag
- Gäsene tingslag

## Häradshövdingar
- 1858–1872 Carl Hasselrot
- 1872–1888 Carl Johan Rudolf Stridbeck
- 1888–1914 Thor Herman Odencrants
- 1915–1919 Jean Herman Braconier